# Csuvas számírás

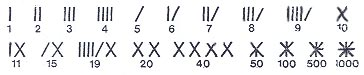
Csuvas számok

A csuvas számírás rendszerét a csuvasok használták számok lejegyzésére, mielőtt áttértek az arab számok használatára.
A számjelek az ujjakon való számolásból eredeztethetők. Sok szempontból hasonlítottak a római számokra, de a legnagyobb helyi értékkel bíró jegyek a jobb oldalon álltak, és nem a balon. A székely–magyar rovásírás számjeleivel azonosak az 1, 10 , 100 , 1000  számjelek. 
A számokat általában fába karcolva használták, néhány helyen egészen a 20. századig.

## Példák
| Arab | Csuvas  |
| ---- | ------- |
| 2    | II      |
| 4    | IIII    |
| 6    | I/      |
| 19   | IIII/X  |
| 32   | IIXXX   |
| 47   | II/XXXX |